# 廃止
| ウィキペディアには「廃止」という見出しの百科事典記事はありません（タイトルに「廃止」を含むページの一覧/「廃止」で始まるページの一覧）。 代わりにウィクショナリーのページ「廃止」が役に立つかもしれません。 |